# Руднєв Всеволод Федорович
Ру́днєв Все́волод Фе́дорович (рос. Руднев Всеволод Фёдорович; (19 (31) серпня 1855 , Даугавгріва  — 7 (20) липня 1913 , Заокський район, Тульська губернія ) — російський контр-адмірал (1905), герой російсько-японської війни, командир крейсера «Варяг».

## Біографія
Народився 19 (31) серпня 1855 року в фортеці Динамюнде Ризької губернії в родині військово-морського офіцера.
У 1872 році, після закінчення гімназії в Лібаві, вступив до морського училища. З травня 1873 року — на військовій службі. У 1873—1875 роках в літній період перебував у навчальних плаваннях на Балтійському морі.
16 жовтня 1875 року отримав військове звання старшого унтер-офіцера.
Навесні 1876 року, після успішної здачі іспитів, отримав військове звання гардемарина й призначений матросом на навчальний фрегат «Петропавловськ». З 18 травня 1876 року по 25 серпня 1877 року перебував у закордонному плаванні, несучи, крім обов'язків матроса, й офіцерську вахту. Після позитивної атестації командира навчального фрегату, 30 серпня 1877 року отримав військове звання мічмана.
З вересня 1877 року перебував на річних курсах у флотській стрілецькій роті.
16 квітня 1880 року наказом головного командира Кронштадського порту мічман Руднєв призначений на крейсер «Африка», який, по прибутті на Далекий Схід, здійснив довколосвітню подорож. 6 жовтня 1880 року Руднев призначений командиром 7-ї роти на крейсері. 1 січня 1882 року йому присвоєно звання лейтенанта.
У 1884—1887 роках продовжував плавати Балтійським морем, у 1886 році здійснив закордонне плавання.
У 1888 році Руднєву було доручено доправити в Кронштадт збудований у Франції паровий військовий транспорт «Петро Великий».
З 1 серпня 1889 року на крейсері «Адмірал Корнілов» перебував у закордонному плаванні, брав участь в маневрах Тихоокеанського флоту, став старшим офіцером корабля.
У 1891 році послідовно обіймав посади командира міноносця «Котлін», портового пароплава «Робітник», старшим офіцером панцерника «Гангут».
У 1893 році Руднєв отримав звання капітана 2-го рангу й став старшим офіцером ескадренного панцерника «Імператор Микола I». Майже рік в складі групи російських кораблів під командуванням контр-адмірала С. О. Макарова перебував у плаванні в територіальних водах Греції. З 1 січня по 9 грудня 1895 року здійснив довколосвітне плавання.
По поверненню в Кронштадт Руднєв призначений командиром панцерника берегової оборони «Адмірал Грейг», згодом — командиром міноносця «Виборг».
У грудні 1897 року Руднєв став командиром канонерського човна «Гремлячий», на якому здійснив першу самостійну довколосвітну подорож з 1 березня 1898 по 15 травня 1899 року.
31 серпня 1899 року Руднєва призначено командиром панцерника берегової оборони «Чародійка».
На початку червня 1900 року Руднєв отримав наказ доправити до Кронштадту збудований у німецькому Ельбінґі для Російського флоту ескадрений міноносець «Скат».
Того ж року В. Ф. Руднєв стає старшим помічником командира порту в Порт-Артурі, де базувалась 1-а Тихоокеанська ескадра. У грудні 1901 року він отримав звання капітана 1-го рангу.
У грудні 1902 року наказом по Морському міністерству В. Ф. Руднєв був призначений командиром крейсера «Варяг». Розпорядженням намісника на Далекому Сході адмірала Є. І. Алексеєва крейсер був направлений до корейського порту Чемульпо для охорони російської місії.
26 січня (7 лютого) 1904 року на зовнішньому рейді затоки зупинилась японська ескадра. На внутрішньому рейді на той час перебували крейсер «Варяг» і канонерський човен «Кореєць», а також іноземні військові судна. Ранком наступного дня Руднєв отримав ультиматум японського контр-адмірала С. Уріу, який вимагав, аби російські кораблі до опівдня залишили рейд, погрожуючи відкрити вогонь у разі відмови.
В. Ф. Руднєв вирішив прориватись із затоки крізь стрій японської ескадри, що перегородила вихід у відкрите море, з боєм. Об 11 годині 45 хвилин з крейсера «Асама» здійснено перший залп, після якого вся японська ескадра відкрила вогонь, головно по «Варягові». Російські моряки вели вогонь у відповідь, одночасно борючись з пробоїнами і пожежами на кораблі. Вогнем з «Варяга» були пошкоджені японські крейсери «Асама», «Чіода», «Такачіхо», потоплений один міноносець (згідно з японськими джерелами, попадань у японські кораблі не було, втрат і пошкоджень вони не мали).
Маючи сильний крен на правий борт, «Варяг» повернувся у порт. Машини вийшли з ладу, до 40 % гармат було розбито. Сам Руднєв був поранений у голову й контужений. Було ухвалене рішення про зняття екіпажів з кораблів, крейсер затопити, канонерського човна підірвати, аби не полишити ворогові. Моряки «Варяга» й «Корейця» кількома ешелонами повернулись на батьківщину через нейтральні порти.
Після повернення Руднєв отримав чин флігель-ад'ютанта й став командиром ескадреного панцерника «Андрій Первозваний», що будувався у Санкт-Петербурзі.
У листопаді 1905 року В. Ф. Руднєв відмовився застосовувати дисциплінарні заходи проти революційно налаштованих моряків свого екіпажу, внаслідок чого був звільнений у відставку з присвоєнням звання контр-адмірала.
Останні роки життя В. Ф. Руднєв провів у своєму маєтку в селі Мишенкі Алексинського повіту Тульської губернії (тепер Заокський район Тульської області).
Помер 7 (20) липня 1913 року, Похований біля церкви Казанської Божої матері сусіднього села Савіно.

## Нагороди

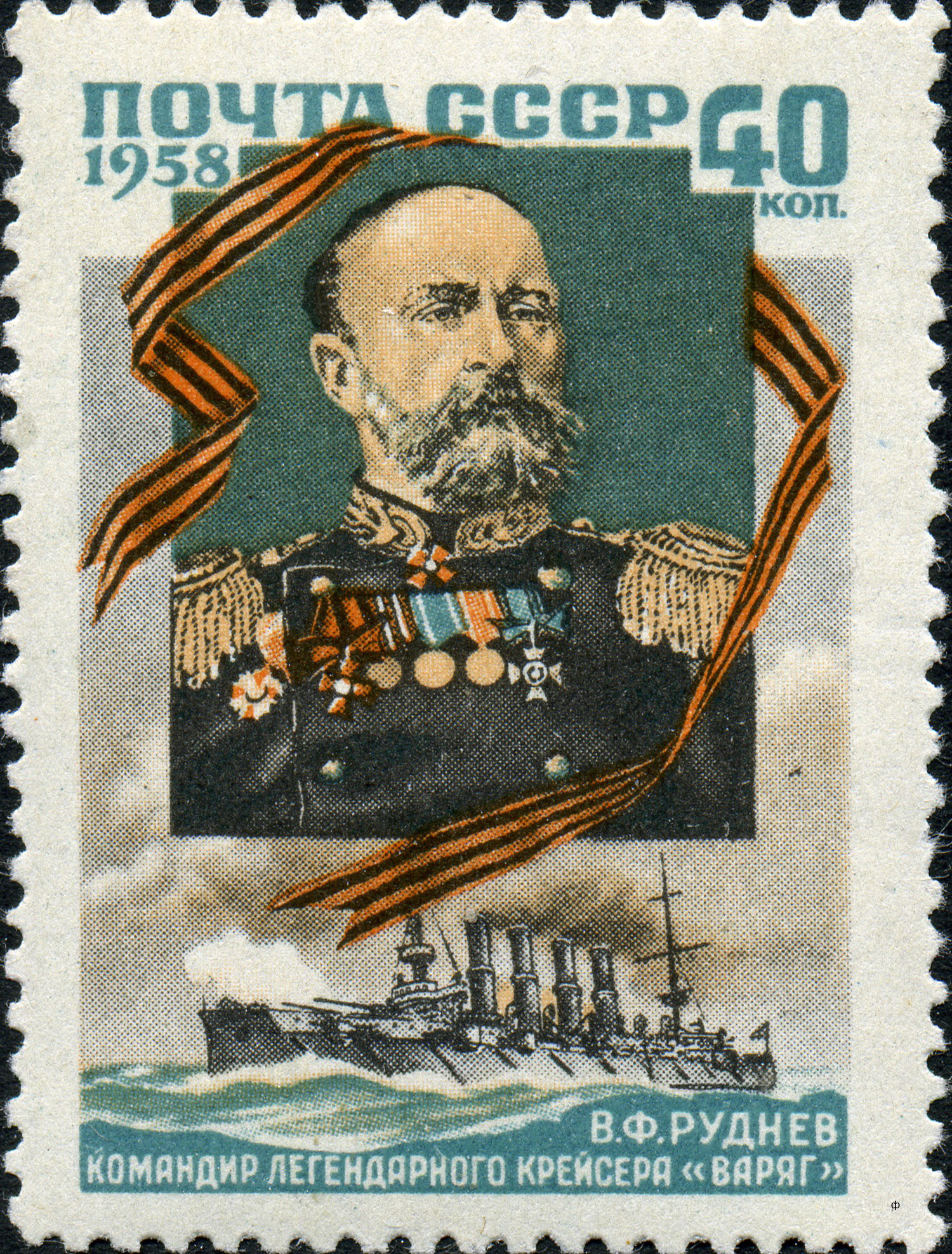
Поштова марка СРСР

За бій крейсера «Варяг» і канонерського човна «Кореєць» з японською ескадрою в порту Чемульпо, капітан 1-го рангу В. Ф. Руднєв був нагороджений орденом Святого Георгія 4-го ступеня.
Також нагороджений орденом Святого Володимира 3-го ступеня.
У 1907 році японський імператор Муцухіто на знак визнання героїзму російських моряків нагородив В. Ф. Руднєва орденом Вранішнього Сонця 2-го ступеня.

## Родина
У 1888 році В. Ф. Руднєв одружився з дочкою героя оборони Севастополя в Кримській війні капітана 1-го рангу М. К. Швана — Марією Миколаївною Шван.
У подружжя народилось троє синів: Микола, Георгій і Пантелеймон.

## Твори
- «Довколосвітнє плавання крейсера „Африка“ у 1880—1883 роках».